# Hohle Felsen

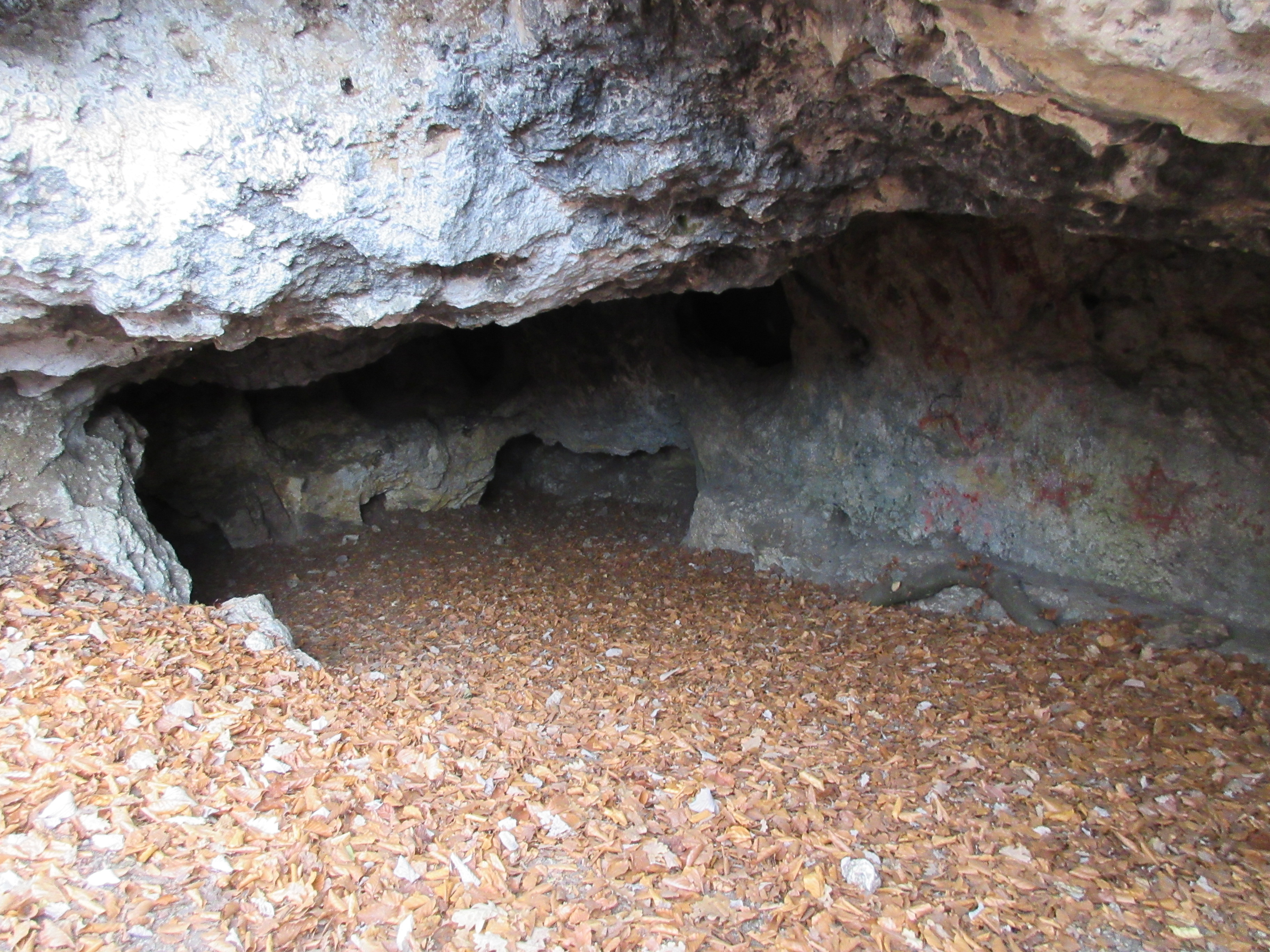
Eingang zur grösseren Höhle des Hohlen Felsens

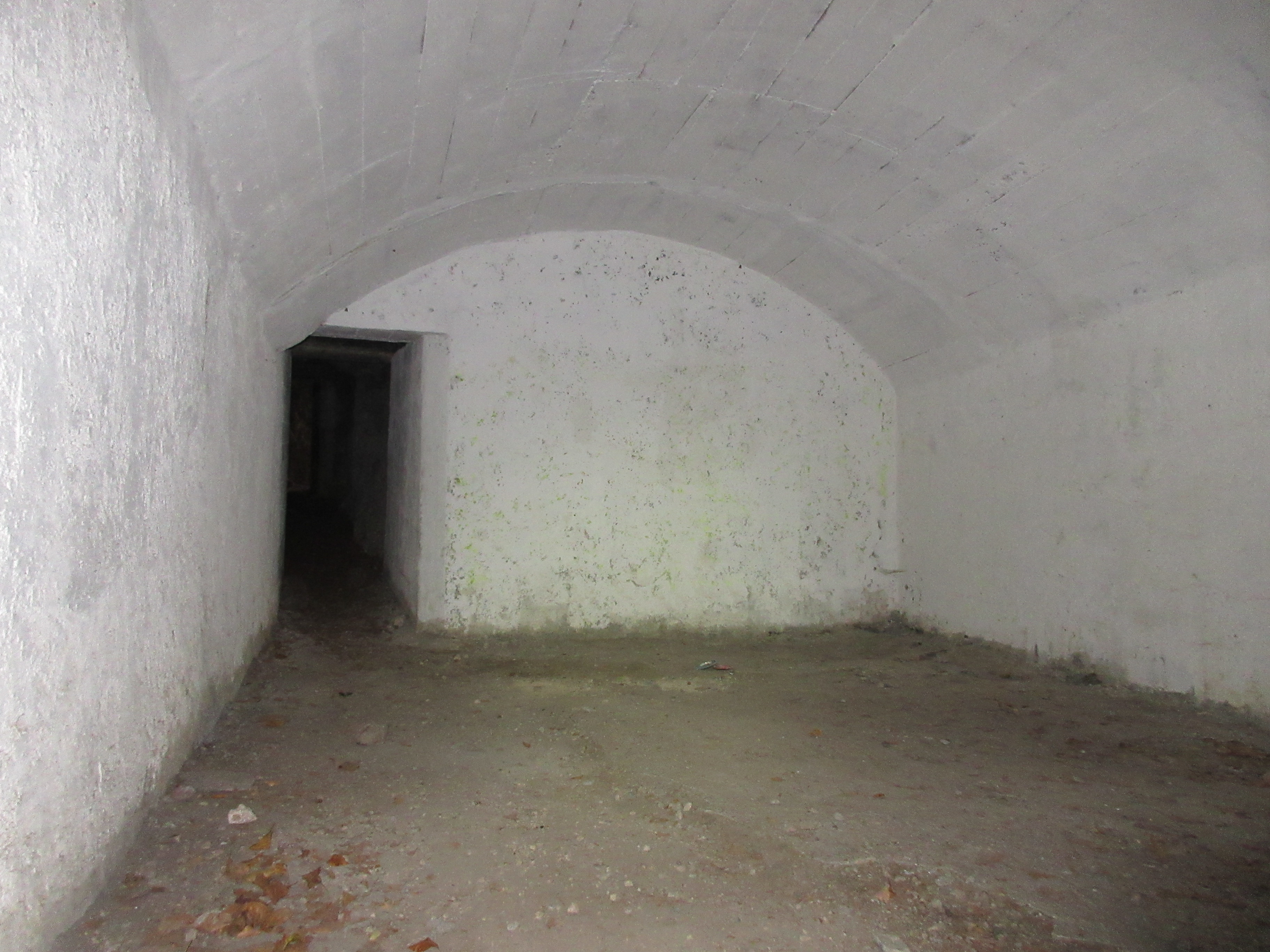
Kaverne im Inneren des Felsens unterhalb der Ruine Äussere Birseck (Mittlere Birseck)

Mit Hohle Felsen oder Holi Felse wird eine Höhlengruppe mit vier nahe liegenden Höhlen und einem Abri mit mittel- und jungsteinzeitlichen Siedlungsresten bezeichnet. Diese Ansammlung kleinerer Höhlen befinden sich oberhalb des gleichnamigen Felsgrats oberhalb von Arlesheim, nur wenige Meter südlich der Ruine Mittlere Birseck.⊙
Die Haupthöhle kann bis zu 30 m bequem begangen werden und hat mehrere Ausgänge. Weitere Gänge können teilweise kriechend erreicht werden. Nördlich der Höhle befindet sich eine weitere kleinere Höhle sowie ein längerer, zur Bunkeranlage ausgebauter Gang, welcher sich unterhalb der Burgruine befindet.

## Geschichte
Bereits in der Altsteinzeit (vor 600'000 Jahren) waren die Gebiete um Arlesheim bewohnt. 1952–1954 fanden in diesen und nahe gelegenen Höhlen (Ermitage-Höhle, Hollenberg-Höhlen) archäologische Untersuchungen statt, welche Fundstücke aus der Jungsteinzeit (ca. 3000 v. Chr.) ans Licht brachten. Die Gründe für die Errichtung der Bunkeranlage sind nicht vollkommen bekannt.

## Sperrstelle Birseck

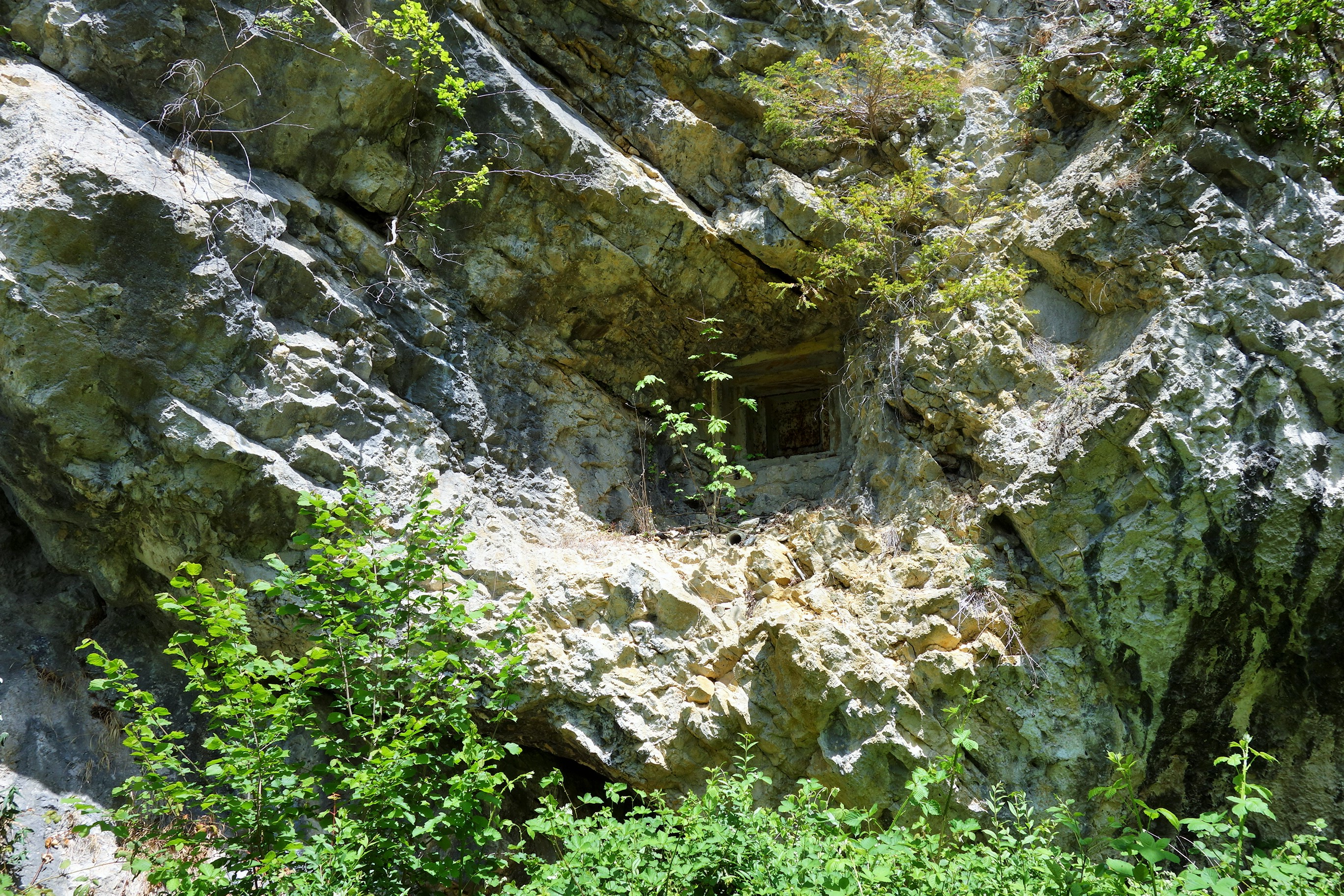
Infanteriewerk A 3438 Birseck

Die Sperrstelle Birseck (Armeebezeichnung Nr. 434) in Arlesheim der Grenzbrigade 4 hatte die Strasse Richtung Gempenplateau zu kontrollieren.
- Infanteriewerk A 3438: 2 Fest Mg 51/80 ⊙
- Infanteriebunker Axxx: Infanteriekanone ⊙
- Kavernen Rechsteiner Berg (vermutlich für Beobachter) ⊙
- Strassenbarrikade Ermitage ⊙